# Schtonk!
Schtonk! ist eine satirische deutsche Filmkomödie von Helmut Dietl über die Veröffentlichung der gefälschten Hitler-Tagebücher in der Hamburger Illustrierten Stern 1983.
Er wurde 1993 als bester fremdsprachiger Film bei den Oscars und Golden Globes nominiert. 

## Inhalt
Westdeutschland Ende der 1970er Jahre: Der Fälscher „Prof. Dr.“ Fritz Knobel produziert und verkauft dem Nähmaschinenfabrikanten und Alt-Nazi Lentz einen angeblich vom „Führer“ selbst gemalten Akt von Eva Braun. Da Knobels Frau Biggi sich geweigert hatte, ihm für diese Figur Modell zu stehen, griff er auf die Landarbeiterin Martha (später Kellnerin im örtlichen Gasthof) zurück, mit der er eine Affäre begann, was den Beginn eines komplizierten Dreiecksverhältnisses darstellte. Als er das Gemälde bei Lentz abliefert, wird er zu seinem Schrecken damit konfrontiert, dass ein alter Freund von Lentz, Kunstprofessor August Strasser, das Gemälde auf seine Echtheit begutachten soll. Knobels Angst vor der Aufdeckung seiner Fälschung vergeht allerdings, als der Professor sich dadurch aufspielt, dass er eine Geschichte erfindet, wie er Zeuge der Entstehung des Bildes gewesen sei. Strasser ist Autor des Buches Der Führer und ich, in dem er beschreibt, wie private Unterlagen Hitlers kurz vor Kriegsende verlorengegangen seien. Das Flugzeug, das die Unterlagen aus dem belagerten Berlin ausgeflogen habe, sei über einem Ort in der späteren DDR abgeschossen worden. Diese offensichtlich fiktive Anekdote aus dem Privatleben Hitlers inspiriert Knobel, durch ein gefälschtes Tagebuch Hitlers mit frei erfundenem Inhalt noch mehr Geld am leichtgläubigen Lentz zu verdienen.
Der Hamburger Reporter Hermann Willié, der für das Magazin HHpress arbeitet und vom Dritten Reich fasziniert ist, ist unterdessen Eigentümer des Wracks der Carin II, der ehemaligen Jacht Hermann Görings, geworden. Da er mit der Restaurierung finanziell überfordert ist, nimmt er Kontakt zur Nichte Görings, Freya Freifrau von Hepp, auf. Die beiden beginnen ein Verhältnis. Willié versucht, seine Chefredakteure für eine Bildreportage über seine Jacht und seine Sammlung an NS-Devotionalien, u. a. Teelöffel mit Hakenkreuz und Silberpunze und Görings riesigen weißen Bademantel, den ihm Freya geschenkt hat, zu gewinnen, die er sich von seinem Blatt fürstlich vergüten lassen möchte. Er scheitert damit jedoch. Freya nimmt ihn in der Folgezeit zu einem jährlichen Treffen von Alt-Nazis im Schloss von Lentz mit, wo Willié von dem angeblichen Tagebuch erfährt und Kontakt mit „Prof. Dr.“ Knobel aufnimmt.
Willié wittert eine Sensation und weiht nur den seit langem befreundeten Ressortleiter Pit Kummer und den Verlagsleiter Dr. Guntram Wieland ein. An der Chefredaktion vorbei erwirkt er die geforderten über neun Millionen D-Mark für den Ankauf von 60 Hitler-Tagebüchern, allesamt Fälschungen von Knobel, um sie zu veröffentlichen. Ständige Zweifel an der Echtheit zerstreut Knobel, indem er selbst Vergleichsschriftstücke anfertigt, unter anderem einen „Führerbefehl“ an Ferdinand Porsche zum Bau des VW Käfer. Vom Verlag beauftragte Gutachter unterschiedlicher Couleur (ein alter Nazi, ein Jude und ein „Neutraler“ aus der Schweiz) bescheinigen die Echtheit der Tagebücher anhand der ebenfalls gefälschten Vergleichsstücke. Knobel schreibt alle Tagebücher selbst handschriftlich und füllt sie mit belanglosem Inhalt, zum Beispiel mit frei erfundenen Einträgen über eine akute Darmerkrankung von Hitler. Wohl am häufigsten zitiert ist sein Ausspruch im Zusammenhang mit den Olympischen Spielen 1936: „Hoffentlich bekomme ich für Eva noch Karten!“
Während Knobel im Laufe der Zeit in optischer Erscheinung und Sprechweise immer mehr Ähnlichkeit mit Hitler zeigt, versucht der zunehmend größenwahnsinnige Willié, Görings pompösen Lebensstil zu imitieren, und trennt sich von Freya. Die Chefredaktion des eigentlich linksliberalen Nachrichtenmagazins HHpress lässt sich derweil von dem Schwindel täuschen, erliegt selbst der NS-Faszination, erwirbt immer neue Tagebuchbände und verkündet auf einer Pressekonferenz, dass die deutsche Geschichte zu großen Teilen neu geschrieben werden müsse. Willié ahnt unterdessen, dass man einem Fälscher aufgesessen ist, will dies aber nicht wahrhaben. Knobel muss seine Produktion immer weiterer Tagebuchbände schließlich einstellen: Seine Frau und seine Geliebte Martha können seine zunehmende Hitlerbesessenheit nicht mehr ertragen, schließen sich zusammen und vernichten in einer gemeinschaftlichen Aktion alle seine Fälscherutensilien. 
Am Schluss fliegt der Schwindel auf: Ein Gutachten des Bundeskriminalamts stellt fest, dass die verwendeten Materialien aus der Nachkriegszeit stammen und es sich bei dem Werk inhaltlich um ein grotesk oberflächliches Machwerk handelt. Knobel setzt sich mit gefälschten Papieren rechtzeitig ab. Willié macht sich geistig verwirrt auf die Suche nach Hitler, der, da nun bewiesen ist, dass die Tagebücher nach Kriegsende geschrieben wurden, folglich noch am Leben sein müsse. Die Schlussszene, in der Willié auf der Carin II von Booten der Wasserschutzpolizei begleitet wird, deutet an, dass eine Verhaftung Williés kurz bevorsteht.

## Titel
Der Titel ist dem Film Der große Diktator von Charlie Chaplin entnommen. Darin verwendet Chaplin als Diktator Adenoid Hynkel in seinen Reden eine teils deutsch, teils englisch klingende Pseudosprache (Tomanisch) und benutzt mehrmals das Wort Schtonk: „Demokratsie Schtonk! Liberty Schtonk! Free Sprekken Schtonk!“, von einem Sprecher übersetzt mit „Die Demokratie wird abgeschafft! Die Freiheit wird abgeschafft! Die Redefreiheit wird abgeschafft!“ Lautsprachlich erinnert das Wort an das deutsche Stunk, das umgangssprachlich für ‚Zank‘, ‚Unfrieden‘, ‚Nörgelei‘ steht.
Das Wort wird auch im Film selbst aufgegriffen, als Rolf Hoppe in der Rolle des Fabrikanten Karl Lentz aus den Hitler-Tagebüchern vorliest und – da er die Handschrift nicht entziffern kann – „Kotzeschtonk“ statt „Gott sei Dank“ vorliest.

## Hintergründe
Der Film persifliert mit sehr genauen Details die Vorgänge um den Skandal um die gefälschten Hitler-Tagebücher beim Stern im Jahre 1983. Die Personen Fritz Knobel, Hermann Willié und von Hepp entstanden in Anlehnung an Konrad Kujau, Gerd Heidemann und Edda Göring. Die Figur Karl Lentz ist angelehnt an Fritz Stiefel, der tatsächlich viele gefälschte Kunstwerke von Kujau gekauft hatte. Der von Harald Juhnke gespielte Ressortleiter Pit Kummer entspricht Thomas Walde. Die Hamburger Illustrierte hatte für 9,3 Millionen Mark die von dem Maler Konrad Kujau gefälschten Hitler-Tagebücher erworben. Kurz nach der Veröffentlichung der „Sensationsausgabe“ wurde durch ein Gutachten des Bundeskriminalamtes klar, dass alle angeblichen Hitler-Tagebücher Fälschungen waren. Es waren Klebstoffe und Papier an den Tagebüchern nachgewiesen worden, die erst nach 1945 entwickelt worden waren. Originale Zitate der damaligen Stern-Chefredaktion um Peter Koch sind in dem Film wörtlich enthalten, so zum Beispiel „Weite Teile der deutschen Geschichte müssen neu geschrieben werden“ oder „Da weht einen schon so etwas an, so ein Eishauch der Geschichte“. Die Reise des realen Stern-Redakteurs Gerd Heidemann in die DDR hat es tatsächlich gegeben.
Höhepunkt des Films wie auch des echten Skandals ist die internationale Pressekonferenz, die 1983 tatsächlich unter Beteiligung von über 15 Kamerateams und hunderten Redakteuren anderer Zeitungen im Verlagshaus Gruner + Jahr in Hamburg stattfand. In Schtonk! wird diese Szene (unterlegt mit Klängen von Das gibts nur einmal, das kommt nicht wieder aus dem UFA-Film Der Kongress tanzt) zu einer überspitzten Satire, die sich jedoch nah an den Originalaufnahmen bewegt. Götz George erklimmt den Schreibtisch und herrscht über die Presseschar mit einem Victory-Zeichen, das immer mehr zum Hitlergruß mutiert. Der Fälscher Knobel verändert sich während des Schreibens immer mehr zu einem karikierten Hitlerpendant, das gegen Ende „des Führers Handschrift besser schreibt als seine eigene“. Die Leichtgläubigkeit der Redaktion basiert vor allem auf den zahlreichen Mythen um die Nazigrößen und der Gier nach einer Presse-Sensation.

## Alternatives Ende
In einer ersten Fassung endete der Film anders. Knobel, der sich mit seinen zwei Frauen ins Ausland absetzt, erfährt dort, wie Willié sich an der Fälschungsgeschichte bereichert hat. Er fühlt sich ausgenutzt, fährt in einer Kurzschlusshandlung nach Hamburg und stellt Willié auf seiner Jacht Carin II. Willié ist jedoch völlig weggetreten und fährt mit dem Schiff los. In der letzten Szene des Films fährt die Jacht von mehreren Polizeibooten begleitet davon. Knobel sitzt in der vorderen Hälfte des Schiffes (deutlich sichtbar auch in der abgeänderten/gekürzten TV/DVD-Fassung).
Die bis jetzt gezeigte Kino- und Fernsehfassung endet, als sich Polizeiboote der Jacht nähern. In der ursprünglichen Fassung betritt noch ein Kapitän der Hafenpolizei die Jacht, der als besonderer Clou von Gerd Heidemann gespielt wurde. Dieser hatte in der Originalfassung noch einen weiteren Statistenauftritt als Kellner, der dem Schnitt zum Opfer fiel.

## Produktionsnotizen
- Die Zeitschrift im Film sollte ursprünglich Expressmagazin heißen. Doch dagegen klagte noch vor Kino-Start die rheinische Boulevard-Zeitung Express und gewann den Prozess. Da die Dreharbeiten bereits abgeschlossen waren, mussten Szenen neu gedreht oder mit Hilfe damals noch völlig neuartiger digitaler Effekte geändert werden. Daher heißt die Zeitung in der endgültigen Filmfassung HHpress.[1][2] In Schtonk! wurden digitale Effekte erstmals eingesetzt, um das gedrehte Bildmaterial zu reparieren. In Hollywood gab es erst zwei Jahre später einen ähnlichen Fall mit The Crow – Die Krähe.
- Schtonk! war einer der ersten Filme, die von der Filmstiftung NRW gefördert wurden.
- Der Aufmarsch der Alt-Nazis im Fackelschein zum Schloss wurde auf dem Gelände von Schloss Drachenburg auf dem Drachenfels in Königswinter gedreht. Die Innenaufnahmen des Balls erfolgten in der Kunsthalle von Schloss Drachenburg, in der seinerzeit noch die in den 1970er Jahren hinzugefügte und im Rahmen späterer Restaurierung beseitigte historisierende Treppe vorhanden war.[3] Bei der anschließenden Präsentation des ersten Hitlertagebuchs ist das Innere der Nibelungenhalle in Königswinter zu sehen. Die Fälscherwerkstatt und das Gasthaus sind Fachwerkhäuser in Selbach, das zu Odenthal bei Leverkusen gehört.[4]
- Der Film verwendet als Filmmusik einerseits populäre Schlager aus der Zeit des „Dritten Reichs“ und der Weimarer Republik (Davon geht die Welt nicht unter, Ich weiß, es wird einmal ein Wunder gescheh’n, Er heißt Waldemar, gesungen von Zarah Leander; Das gibt’s nur einmal, gesungen von Lilian Harvey), andererseits Musik von Richard Wagner, Hitlers Lieblingskomponisten (Prolog 1. Akt von Lohengrin, Präludium und Liebestod von Tristan und Isolde und den Brautchor von Lohengrin). Außerdem ist der Badenweiler Marsch zu hören, der seit 1939 öffentlich nur bei Auftritten Adolf Hitlers gespielt werden durfte.[5]
- Die Musik während Williés Reise in die DDR zitiert Wagners Walkürenritt, Die Internationale sowie Felix Mendelssohn Bartholdys Hochzeitsmarsch. Die Aufnahmen für die Darstellung des Ortes Börnersdorf und seines Kirchhofs fanden in Abtsbessingen und Umgebung statt. Hierzu nutzte man u. a. die historischen Grabmale auf dem Abtsbessinger Kirchhof. Weitere Aufnahmen entstanden im Hamburger Hafen.
- Der Kinostart des Films in Deutschland war am 12. März 1992. Im deutschen Fernsehen war er erstmals am 29. Mai 1994 im Ersten zu sehen.[6][7]
- Im Stern-Podcast Faking Hitler (Folge 9 bei 4:21 bis 6:00 min) wird gesagt, dass die Produzenten darauf beharrten, dass die Handlung des Films frei erfunden sei. Im Podcast wird hingegen gesagt, dass bis auf die Namen der Charaktere erstaunlich wenig frei erfunden sei. Der damalige Redakteur und spätere stellvertretende Chefredakteur des Stern, Michael Seufert, sagt, dass Helmut Dietl darauf angesprochen wurde, warum er einige Absurditäten der realen Geschichte nicht im Film aufgenommen habe. Dietl habe darauf geantwortet, dass diese realen Vorkommnisse derart absurd seien, dass dies von den Zuschauern als zu verrückt empfunden werden würde und die Zuschauer ihm dann böse wären.[8]

## Auszeichnungen und Nominierungen
- 1992: Deutscher Filmpreis (Filmband in Gold)
- 1993: Gilde-Filmpreis (in Gold)
- 1993: Academy Award (Nominierung als bester fremdsprachiger Film)
- 1993: Golden Globe Award (Nominierung als bester fremdsprachiger Film)

## Kritiken
„Der Skandal um die Hitler-Tagebücher […], aufbereitet als grell-freche Posse mit grotesken Zügen. Der von guten Schauspielern getragene Film attackiert gesellschaftliche Doppelmoral sowie die ‚Wiederholbarkeit von Geschichte‘, ohne sonderliche inszenatorische Dichte und dramaturgisches Geschick zu entwickeln. Die Gelegenheit zu einer überzeugenden und entlarvenden Satire bleibt weitgehend ungenutzt.“

„Ich kenne keine Satire, die den Umgang der Bundesrepublik, vor allem der Medien, mit dem Zweiten Weltkrieg und der Zeit des Nationalsozialismus derart gelungen auf die Schippe nimmt.“